# .sg
.sg is het achtervoegsel van domeinen van websites uit Singapore. Registratie via een beperkt aantal registrators.